# 黃永明
黃永明（英語：Danny Wong Wing-Ming，2月19日—），香港資深電影人及电视剧剪輯師，自1980年開始為香港電影界作出不少貢獻，更是香港「破舊立新」首位使用電腦剪接的電影剪輯師。

## 生平
在這數十年來，一直進行電影、電視劇之剪輯工作，曾參與之電影多達100多部、電視劇多部。
他多次獲得電影剪輯獎項提名，包括《拳王》提名台灣第29屆金馬獎最佳剪輯，《賭城大亨之新哥傳奇》(1993年電影)提名第12屆香港電影金像獎最佳剪輯及《十萬火急》提名第17屆香港電影金像獎最佳剪輯。《「十萬火急」》更為他帶來首個香港電影金像獎最佳剪輯殊榮。
近年，更創立永明工作室，成為自由剪輯師，以及接拍多部內地電視劇，由幕後轉戰幕前。黃永明現時亦於香港浸會大學電影學院出任講師，教授影視剪輯。

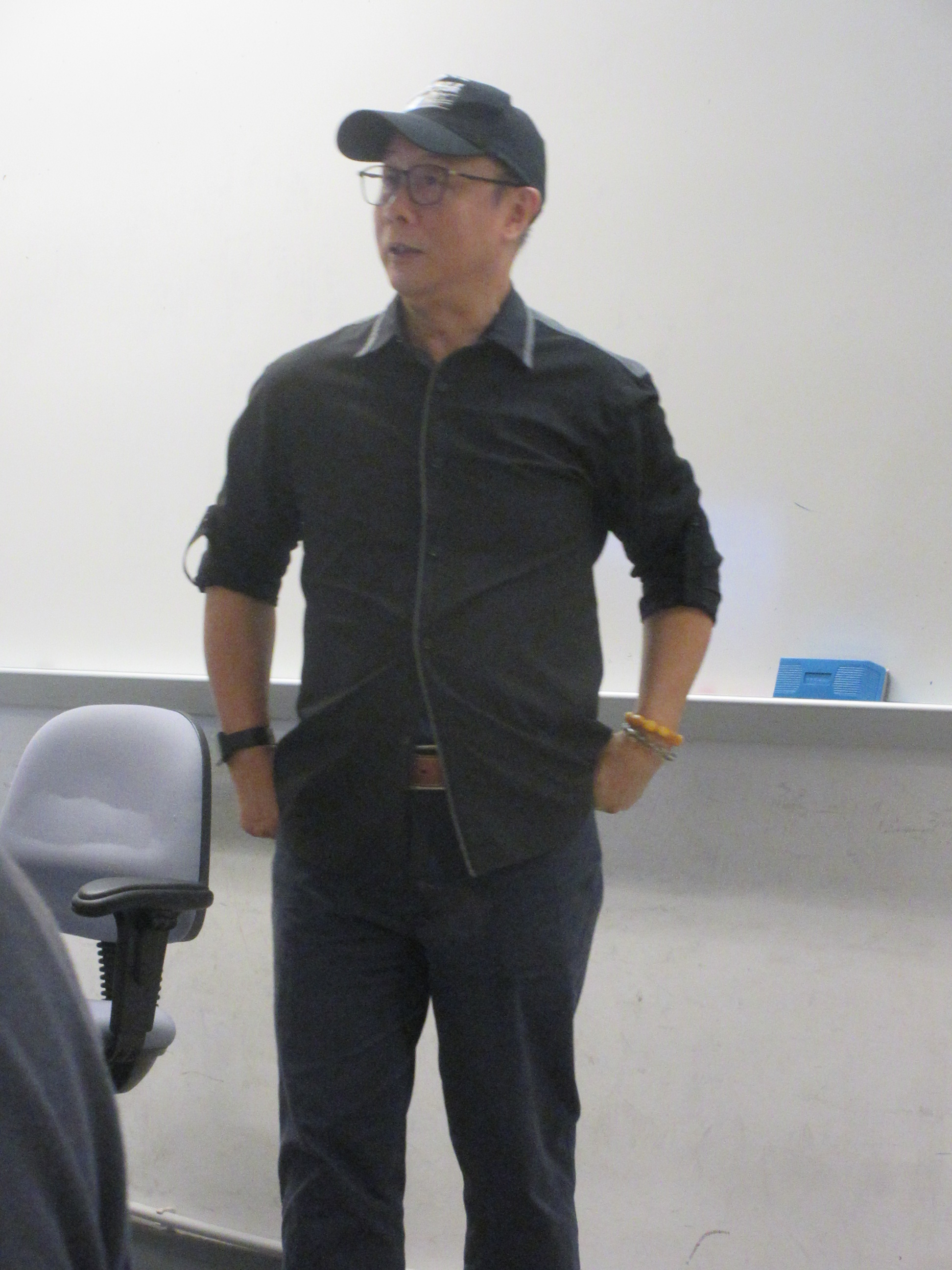
2019年的黃永明

## 個人簡介
- 1980年－1984年加入邵氏兄弟電影分司任職剪接助理
- 1984年－1989年加入新藝城電影公司任職剪接
- 1989年－1995年加入德寶電影公司任職剪輯
- 1995年－1997年 銀河映像電影公司任職剪輯
- 1997年－2000年 藝聯傳播公司任職剪輯
- 2006年一2009年 驕陽電影公司後期制作主任及剪輯
- 創立永明工作室，成為自由剪輯師

## 電影剪輯作品 (部分)

### 1985年 至1990年
- 1985年 開心樂園
- 1987年 英雄本色II
- 1988年 龍之家族
- 1988年 殺之戀
- 1989年 阿郎的故事
- 1989年 發達先生
- 1989年 花心三劍俠
- 1989年 單身貴族
- 1989年 猛鬼撞鬼
- 1990年 BB 30
- 1990年 望夫成龍
- 1990年 一咬OK
- 1990年 勇闖天下
- 1990年 三人新世界

### 1991年 至1995年
- 1990年 老表，你好嘢！
- 1991年 拳王
  - 第29屆台灣金馬獎最佳剪輯提名作品
- 1991年 黑貓
- 1991年 冷面狙擊手
- 1991年 契媽唔易做
- 1991年 黑雪
- 1991年 富貴吉祥
- 1992年 黑貓II 刺殺葉利欽
- 1992年 英雄地之小刀會
- 1992年 俠女傳奇
- 1992年 三人做世界
- 1992年 禁色
- 1992年 賭城大亨之新哥傳奇
  - 第12屆香港香港金像獎最佳剪輯提名作品
- 1992年 賭城大亨II之至尊無敵
- 1992年 飛虎精英之人間有情
- 1993年 武狀元鐵橋三
- 1993年 白蓮邪神
- 1993年 濟公
- 1993年 的士判官
- 1993年 赤腳小子
- 1993年 富貴狂花
- 1994年 壯士斷臂
- 1994年 拆彈專家寶貝炸彈
- 1994年 一線生機
- 1994年 珠光寶氣
- 1994年 西楚霸王
- 1995年 呆佬拜壽
- 1995年 無味神探
- 1995年 大冒險家
- 1995年 新房客

### 1996年 至2000年
- 1996年 金田一手稿之奇異檔案
- 1996年 天若有情III烽火佳人
- 1996年 攝氏32度
- 1996年 殺手三分半鐘
- 1997年 恐怖雞
- 1997年 一個字頭的誕生
- 1997年 兩個只能活一個
- 1997年 十萬火急
  - 第17屆香港電影金像獎最佳剪輯得獎作品

### 2001年 至2005
- 2001年 瘦身男女
- 2001年 廢柴同盟
- 2001年 愛上我吧
- 2001年 鍾無艷
- 2002年 天下無雙
- 2002年 無限復活
- 2003年 少年往事
- 2003年 古宅心慌慌
- 2003年 源來是愛
- 2004年 大無謂
- 2005年 情癲大聖

### 2006年 後
- 2006年 犀照
- 2007年 雙子神偷
- 2008年 奪標
- 2009年 機器俠
- 2013年 澀青298-03

## 電視劇剪接作品 (部分)
- 1997年 千秋家國夢
- 1998年 星夢戀人
- 1999年 真情告白
- 1999年 緣來一家人
- 2002年 壯志雄心
- 2003年 動感豪情
- 2010年 你是我的生命
- 2011年 我要一個家
- 2011年 帶刀女捕快
- 2013年 華麗一族
- 2016年 賭城群英會

## 演員

### 電影
- 2002年 天下無雙 飾演  小泉居老板
- 2005年 情癲大聖
- 2008年 奪標

### 電視劇
- 2013年 華麗一族

## 外部連結
- 黃永明的新浪微博
- 黃永明在互联网电影资料库（IMDb）上的資料（英文）（英文）
- 在AllMovie上黃永明的頁面（英文）
- 黃永明在香港影庫上的簡介
- 黃永明在豆瓣上的资料（简体中文）
- 黃永明在时光网上的簡介（简体中文）